# Skanderborg AGF Håndbold
 Ikke at forveksle med Skanderborg Håndbold.
Skanderborg-AGF Håndbold, en sammenlægning af Skanderborg Håndbold og Århus Håndbold, er en dansk herrehåndboldklub beliggende i Skanderborg og i Aarhus. Klubben blev grundlagt i 2021, da Århus Håndbold blev sammenlagt med Skanderborg Håndbolds senior herrehold.
I juni 2023 overtog AGF af 1880 Støtteforeningen Århus Håndbolds andel af klubben, således at holdet nu fortsatte under navnet Skanderborg AGF Håndbold.

## Klubbens placeringer
| Sæson   | Placering | Grundspil | Række               | Noter                                           |
| ------- | --------- | --------- | ------------------- | ----------------------------------------------- |
| 2021/22 | 5.        | 4.        | Herrehåndboldligaen | Slutspil, kvalifikation til EHF European League |
| 2022/23 | 7.        | 6.        | Herrehåndboldligaen | Slutspil                                        |
| 2023/24 | 11.       | 9.        | Herrehåndboldligaen | Nedrykningsgruppe                               |

## Hjemmebaner
- Navn: Ceres Arena
- Siddepladser: 5.000
- By: Aarhus, Danmark
- Adresse: Stadion Allé 70, 8000 Aarhus
- Navn: Fælledhallen
- Siddepladser: 1.700
- By: Skanderborg
- Adresse: Skanderborg Fælled

0

## Spillertruppen 2024/25
| Nr. | Navn                      | Nationalitet | Fødselsdato               | Position     |
| --- | ------------------------- | ------------ | ------------------------- | ------------ |
| 1   | Kristoffer Laursen        | Danmark      | 8. maj 1989 (35 år)       | Målvogter    |
| 3   | Kristjan Örn Kristjansson | Island       | 25. december 1997 (27 år) | Højre back   |
| 5   | Frederik Arnoldsen        | Danmark      | 11. januar 2002 (23 år)   | Stregspiller |
| 6   | Kristian Bonefeld         | Danmark      | 16. juli 1994 (30 år)     | Playmaker    |
| 7   | Jonatan Mollerup          | Danmark      | 23. august 1993 (31 år)   | Højre back   |
| 10  | Magnus Haubro             | Danmark      | 19. august 2001 (23 år)   | Playmaker    |
| 11  | Mikkel Lang               | Danmark      | 3. maj 2002 (22 år)       | venstre fløj |
| 12  | Magnus Brandbyge          | Danmark      | 26. oktober 1996 (28 år)  | Målvogter    |
| 15  | Emil Lærke                | Danmark      | 4. juni 1999 (25 år)      | Venstre back |
| 19  | Thor Christensen          | Danmark      | 27. marts 2001 (23 år)    | Stregspiller |
| 20  | Morten Balling            | Danmark      | 12. august 1987 (37 år)   | Playmaker    |
| 23  | Morten Hempel Jensen      | Danmark      | 1. november 1997 (27 år)  | Venstre back |
| 24  | Anton Bramming            | Danmark      | 7. juni 2000 (24 år)      | Venstre fløj |
| 25  | Jeppe Cieslak             | Danmark      | 1. april 2000 (24 år)     | Venstre fløj |
| 27  | Anders Thomassen          | Danmark      | 24. marts 2005 (19 år)    | Højre back   |
| 28  | Morten Kaalund            | Danmark      | 18. maj 2004 (20 år)      | Stregspiller |
| 29  | Andreas Aagreen           | Danmark      | 19. april 2004 (20 år)    | Højre fløj   |
| 32  | Fredrik Olsson            | Sverige      | 19. januar 2005 (20 år)   | Playmaker    |

### Stab 2024-25
| Rolle           | Navn                |
| --------------- | ------------------- |
| Cheftræner      | Nick Rasmussen      |
| Assistenttræner | Søren Fisker        |
| Målvogtertræner | Mads Andersen       |
| Kiropraktor     | Jan Anders Sørensen |
| Fysisk træner   | Thomas Cortebeeck   |
| Fysioterapeut   | Kathja Rasmusen     |
| Fysioterapeut   | Christina Maajen    |
| Holdleder       | Frank Jensen        |
| Holdleder       | Kasper Voetmann     |
| Holdleder       | Alex Sørensen       |
| Sportschef      | Peter Bredal        |